# Strictly Personal
Strictly Personal è il secondo album in studio di Captain Beefheart & His Magic Band, pubblicato nel 1968.

## Descrizione
Venne pubblicato nell'ottobre del 1968, quasi un anno dopo l'ingresso in studio della band per registrare il successore di Safe as Milk. Il prodotto finale fu oggetto di controversie, soprattutto a causa del produttore Bob Krasnow, che aggiunse, senza l'assenso di alcun membro del gruppo, degli effetti a molte canzoni e una produzione che richiamava il rock psichedelico (molto in voga al tempo).
L'intenzione originale era quella di registrare per la Buddah Records un disco intitolato It Comes to You in a Plain Brown Wrapper, che doveva essere composto in parte in studio e in parte col cosiddetto metodo del live in studio. Una buona parte del materiale venne registrato tra l'ottobre ed il novembre del 1967. Ma, come scritto sul libretto di The Mirror Man Sessions (1999), quelle canzoni vennero bloccate dalla Buddah. Strictly Personal venne allora pubblicato dall'etichetta di Bob Krasnow, la Blue Thumb, che l'anno dopo comprò i diritti per ri-registrare molte delle canzoni. In questa versione l'album conteneva versioni ampiamente rimaneggiate delle canzoni registrate nel 1967, con l'aggiunta di numerosi effetti psichedelici ad opera di Krasnow, che li aggiunse senza chiedere il consenso alla band mentre il gruppo era in tour. Beefheart dichiarò sempre di detestare tali effetti, affermando che all'epoca non fu in grado di opporsi alle manomissioni di Krasnow, per paura di non trovare poi più nessuno disposto a pubblicare le sue opere, visti i cattivi trascorsi con la A&M e la Buddah Records. Alla fine di maggio ci fu una riunione tra Krasnow e la Magic Band. Il produttore aveva portato con sé un acetato della copia master del disco in uscita. Quello che sentirono i membri del gruppo, li scioccò. Nessuno si aspettava che Krasnow avesse cambiato così radicalmente il sound generale dell'album. C'erano effetti di distorsione del suono, nastri al contrario, l'aggiunta di eco, e dissolvenze varie. I membri del gruppo si divisero in due partiti: quelli che accettavano le modifiche (come John French) e coloro che invece erano molto contrariati (come Beefheart). Alcune fonti ritengono che Beefheart abbia inizialmente approvato gli interventi di Krasnow e che cambiò il suo parere solo alcuni mesi più tardi. Tuttavia, ciò si trova in evidente contraddizione con le dichiarazioni dei membri del gruppo e con quelle di Beefheart stesso.
Parte dell'idea originaria per l'album, compresa la parte registrata dal vivo, venne pubblicata su album, insieme con una prima versione di Kandy Korn, con il nome Mirror Man nel 1971. Altro materiale proveniente dalle sessioni del 1967 è stato in seguito pubblicato sulla compilation I May Be Hungry But I Sure Ain't Weird (1992) che contiene undici delle tracce originali del master. Questa raccolta è andata rapidamente fuori catalogo, ma tutti e undici i brani in essa contenuti sono disponibili attualmente nei dischi The Mirror Man Sessions e come bonus track della versione in CD di Safe as Milk. Alcune delle tracce sono state anche usate per un album in vinile dal titolo It Comes to You in a Plain Brown Wrapper pubblicato dall'etichetta Sundazed nel 2008, ma che, nonostante il titolo, non restituisce il concept originario o la sequenza delle canzoni dell'abortito album del 1967.
La canzone Beatle Bones 'n' Smokin' Stones è una parodia del rock psichedelico di band come i Beatles e i Rolling Stones. In particolare viene presa di mira e fatta oggetto di scherno la celebre canzone dei Beatles Strawberry Fields Forever (scritta in particolare da Lennon); il brano di Beefheart contiene infatti il sardonico ritornello: «strawberry fields, strawberry fields forever» su un tappeto di chitarre pseudo-psichedeliche. È stato anche fatto notare che "strawberry fields" possa essere un contorto e ambiguo riferimento ad una qualità di LSD che circolava ai tempi. Van Vliet continuò inoltre a parlare male di Lennon (anche se in realtà, almeno nei primi tempi, il Beatle fosse un suo grande ammiratore) dopo che non ricevette nessuna risposta ad un telegramma di sostegno che aveva inviato a lui e alla moglie Yōko Ono durante il loro "Bed-In per la pace" del 1969. Beatle Bones 'n' Smokin' Stones è stata fatta oggetto di cover dal gruppo The Fall nel 1996.

## Tracce
Tutte le canzoni scritte da Don Van Vliet

### Lato A
1. Ah Feel Like Ahcid - 3:05
2. Safe as Milk - 5:27
3. Trust Us - 8:09
4. Son of Mirror Man - Mere Man - 5:20

### Lato B
1. On Tomorrow - 3:26
2. Beatle Bones 'n' Smokin' Stones - 3:17
3. Gimme Dat Harp Boy - 5:04
4. Kandy Korn - 5:06

## Formazione
- Don Van Vliet - voce, armonica a bocca
- Alex St. Clair - chitarra
- Jeff Cotton - chitarra
- Jerry Handley - basso
- John French - batteria